# Bashunosaurus
 (novembre 2022).
Bashunosaurus kaijiangensis
Genre
Espèce
Bashunosaurus est un genre éteint de dinosaures sauropodes du Jurassique moyen retrouvé dans la sous-formation géologique de Shaximiao, correspondant à la partie supérieure de la formation de Dashanpu, près de la petite ville du même nom, Kaijang, Sichuan (Chine). 
L'espèce type et seule espèce, Bashunosaurus kaijiangensis a été décrite par Kuang Xuewen en 2004.

## Description
Il faisait environ 11 mètres de long.